# Element nierozkładalny
Element nierozkładalny – element nieodwracalny pierścienia całkowitego, który nie daje się przedstawić jako iloczyn dwóch elementów nieodwracalnych, tzn. element {\displaystyle q} pierścienia całkowitego {\displaystyle A} jest nierozkładalny, gdy jest on nieodwracalny oraz jeżeli {\displaystyle q=ab} dla pewnych elementów {\displaystyle a} i {\displaystyle b} pierścienia {\displaystyle A,} to element {\displaystyle a} albo element {\displaystyle b} jest odwracalny.

## Przykład
Jeśli {\displaystyle K} jest ciałem, to każdy wielomian liniowy jest nierozkładalny w pierścieniu {\displaystyle K[x].} Na ogół, w pierścieniu {\displaystyle K[x]} istnieją wielomiany nierozkładalne wyższych stopni, np. wielomian {\displaystyle x^{2}+x+1} jest nierozkładalny w {\displaystyle \mathbb {Z} _{2}[x],\mathbb {Q} [x],\mathbb {R} [x].}

## Własności
- Każdy element stowarzyszony z elementem nierozkładalnym jest nierozkładalny.
- Każdy element pierwszy jest nierozkładalny.
- W pierścieniu noetherowskim każdy niezerowy, nieodwracalny element tego pierścienia można przedstawić jako iloczyn elementów nierozkładalnych.
- W pierścieniu ideałów głównych {\displaystyle P} element {\displaystyle q\in P} jest nierozkładalny wtedy i tylko wtedy, gdy ideał generowany przez ten element, {\displaystyle (q)} jest maksymalny, czyli wtedy i tylko wtedy, gdy pierścień ilorazowy {\displaystyle P/(q)} jest ciałem.